# Kraljevsko astronomsko društvo
Kraljevsko astronomsko društvo (engl. The Royal Astronomical Society, skraćeno RAS) je međunarodno naučno društvo. Osnovano je kao Astronomsko društvo Londona 1820. godine sa ciljem da podrži astronomska istraživanja, koja su u to vreme više vodili nezavisni naučnici, nego profesionalci. 1831. godine postalo je Kraljevsko astromsko društvo primivši Kraljevsku povelju od Vilijama IV. Godine 1915. dodatnom poveljom društvo je postalo otvoreno i za žene. Društvo danas pretstavlja organizaciju podržanu od strane Međunarodne astronomske unije. Član je Saveta za nauku, koji podstiče i promoviše proučavanje astronomije, nauku o Sunčevom sistemu, geofiziku i druge blisko povezane grane nauke. Glavno mesto održavanja sastanka RAS-a je u Burlington kući u londonskoj ulici Pikadili, ali sastanci se povremeno održavaju i na drugim lokacijama širom zemlje. Društvo je uključeno u izradu i izdavaštvo astronomskih časopisa i povremenih publikacija. Čini ga preko 3.000 članova, od kojih oko trećina živi izvan Ujedinjenog Kraljevstva. Pored toga, pripadnici šire javnosti koji nemaju stručne kvalifikacije, ali su zainteresovani za astronomiju i geofiziku, a ujedno i žele da podrže rad društva, mogu postati prijatelji RAS-a.

## Istorijat
Kraljevsko astronomsko društvo je osmišljeno 12. januara 1820. godine kada je 14 nezavisnih naučnika, tzv. "astronoma džentlmena" osetilo potrebu za jednim takvim društvom koje će okupiti britanske astronome i raditi na promociji astronomije, te je već 10. marta iste godine održan prvi sastanak i osnovano je društvo u celini. Na samom početku došlo je do nesuglasica u vezi toga ko će biti prvi predsednik. Gospodin Džozef Benks je zahtevao da vojvoda od Somerseta povuče svoju saglasnost da bude prvi predsednik. Međutim, uskoro su nesuglasice bile prevaziđene time što je gospodin Vilhelm Heršel pristao da bude prvi počasni predsednik, iako nikada nije uzeo ulogu predsedavajućeg ni na jednom njihovom sastanku.
Prvobitni ciljevi društva su bili vezani za promociju astronomije. Kasnije je u ciljeve dodata i nova oblast, geofizika, prvenstveno jer je to bilo u interesu članova društva. Posle dosta pregovora, Vilijam IV je potpisao Kraljevsku povelju 7. marta 1831. godine, kojom je društvo postalo finansijski podržano od britanske vlade. Tada je društvo i promenilo naziv iz Astronomskog društva u Kraljevsko astronomsko društvo.

## Prijatelji RAS-a
Godine 2009. je pokrenuta inicijativa za priključivanje društvu ljudi koje interesuje astronomija i geofizika, ali nemaju stručne kvalifikacije ili posebnog znanja iz tih oblasti. Odlučeno je da takvi ljudi mogu postati prijaelji RAS-a, plaćajući članarinu od oko 8 000 dinara (40 £) godišnje, te time pomažu rad društva, a zauzvrat dobijaju mogućnost prisustvovanja određenim, njima namenjenim predavanjima, pozvani su na razne manifestacije i skupove u Burlington kući, imaju pristup korišćenju biblioteke i opservatorije, kao i pretplatu na mesečni naučni časopis.

## Sastanci
Kraljevsko astronomsko društvo redovno održava sastanke svakog drugog petka od oktobra do maja. Uobičajeni sastanci sadrže predavanje o aktuelnim istraživanjima u astronomiji i geofizici i održavaju se u Burlington kući. Izveštaji sa ovih sastanka objavljuju se u časopisu The Observatory magazine.
Naučne diskusije se održavaju istog dana i na istom mestu kada i redovni sastanci, što omogućava da nekoliko govornika predstave stručnjacima i recenzentima iz tih oblasti nove rezultate i podatke do kojih su došli. Diskusije na dve različite teme o astronomiji i geofizici često se održavaju paralelno na različitim prostorijama u Burlington kući.
Povremeno se sastanci održavaju i u drugim delovima zemlje, najčešće u saradnji sa drugim naučnim društvima i univerzitetima. Društvo sponzoriše Nacionalni astronomski sastanak, sedmodnevnu konferenciju svakog proleća, na kojoj prisustvuju profesori astronomi iz Velike Britanije i drugih zemalja.

## Medalje
Najviše priznanje Kraljevskog astronomskog društva je zlatnik (Gold Medal). Među bivšim dobitnicima zlatnika, najpoznatiji naučnici su Albert Ajnštajn koji je dobitnik zlatnika u 1926. godini i Stiven Hoking u 1985. godini.
Ostala priznanja koje dodeljuje Kraljevsko astronomsko društvo su Edingtonova medalja, Heršelova medalja, Čepmanova medalja, Vrednosna medalja i Džekson-Gviltova medalja.

## Biblioteka
Kraljevsko astronomsko društvo ima veliku biblioteku. Biblioteka sadrži preko 10 000 knjiga, od stručnih popularnih knjiga, do zbornika radova. Društvo je pretplaćeno na oko 300 aktuelnih časopisa koje se bave temema astronomije i geofizike, pa samim tim sve te publikacije periodično pune fond biblioteke. Zbirka retkih knjiga Kraljevskog astronomskog društva se nalazi na drugom mestu, pored Kraljevske opservatorije u Edinburgu. Ova biblioteka je glavni izvor za edukaciju i pisanje radova ne samo članovima društva, već i širim krugovima astronoma, geofizičarima i istoričarima.

## Obrazovanje
Članovi RAS-a često su neretko počasni predavači u pojedinim oblastima na fakultetima i u srednjim školama. Pored toga, povremeno organizuju predavanja za laike. Takođe, RAS ima savetodavnu ulogu u sastavljanju javnih UK testova, poput GCSE-a i A Levels testova.

## Ostale aktivnosti društva
Društvo se okuplja u Burlington kući, u Londonu. Društvo zastupa i predstavlja interese astronomije i geofizike vladi i njenim telima na britanskom nacionalnom, regionalnom i evropskom nivou, održava konferencije za štampu preko koje obaveštava širu javnost o dostignućima u astronomiji i geofizici. Pored toga, Kraljevsko astronomsko društvo dodeljuje bespovratna sredstva pojedincima, institucijama i društvima za koje smatra da rade na vrednim ciljevima u radu i istraživanju astronomije i geofizike.

## Spoljašnje veze
- www.ras.org.uk Zvanični sajt